# Paravelleda grisescens
Paravelleda grisescens är en skalbaggsart som beskrevs av Stefan von Breuning 1950. Paravelleda grisescens ingår i släktet Paravelleda och familjen långhorningar. Inga underarter finns listade i Catalogue of Life.